# Gulu
Gulu est la deuxième plus grande ville de l'Ouganda, avec une population de 141 000 habitants (estimation de 2008). Elle est la capitale du district de Gulu, de la sous-région acholie et de l'ensemble de la région Nord du pays.

## Histoire
Dans les années 1960 et jusqu'à aujourd'hui, de nombreux réfugiés soudanais, rwandais et congolais se sont installés dans la ville.

## Enseignement supérieur
L'université de Gulu (en) a été fondée en 2002.

## Transports
La ville est accessible par route et par l’aéroport de Gulu (code IATA : ULU • code OACI : HUGU). La ligne de chemin de fer Tororo-Pakwach, désaffectée depuis 1993, a été remise en service en 2013 mais ne fonctionne plus.

## Lieux de culte
Les lieux de culte sont principalement des églises et des temples chrétiens : Archidiocèse de Gulu (Église catholique), Church of Uganda (Communion anglicane), Presbyterian Church in Uganda (Communion mondiale d'Églises réformées), Baptist Union of Uganda (Alliance baptiste mondiale), Assemblées de Dieu. Il y a aussi des mosquées.

## Galerie

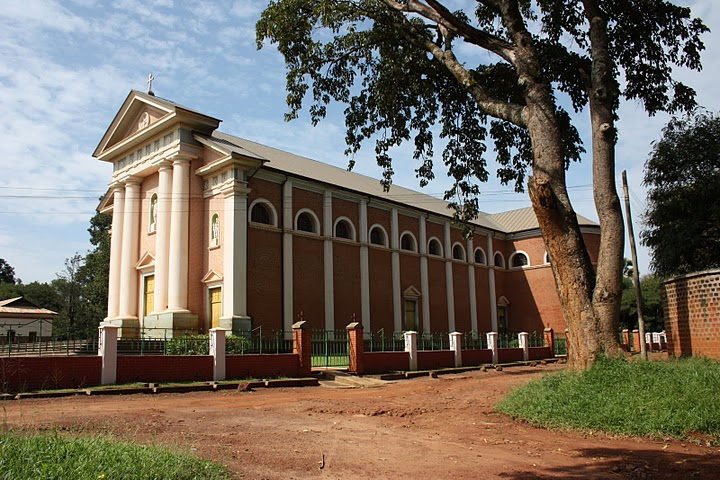
La cathédrale Saint-Joseph de Gulu (catholique).
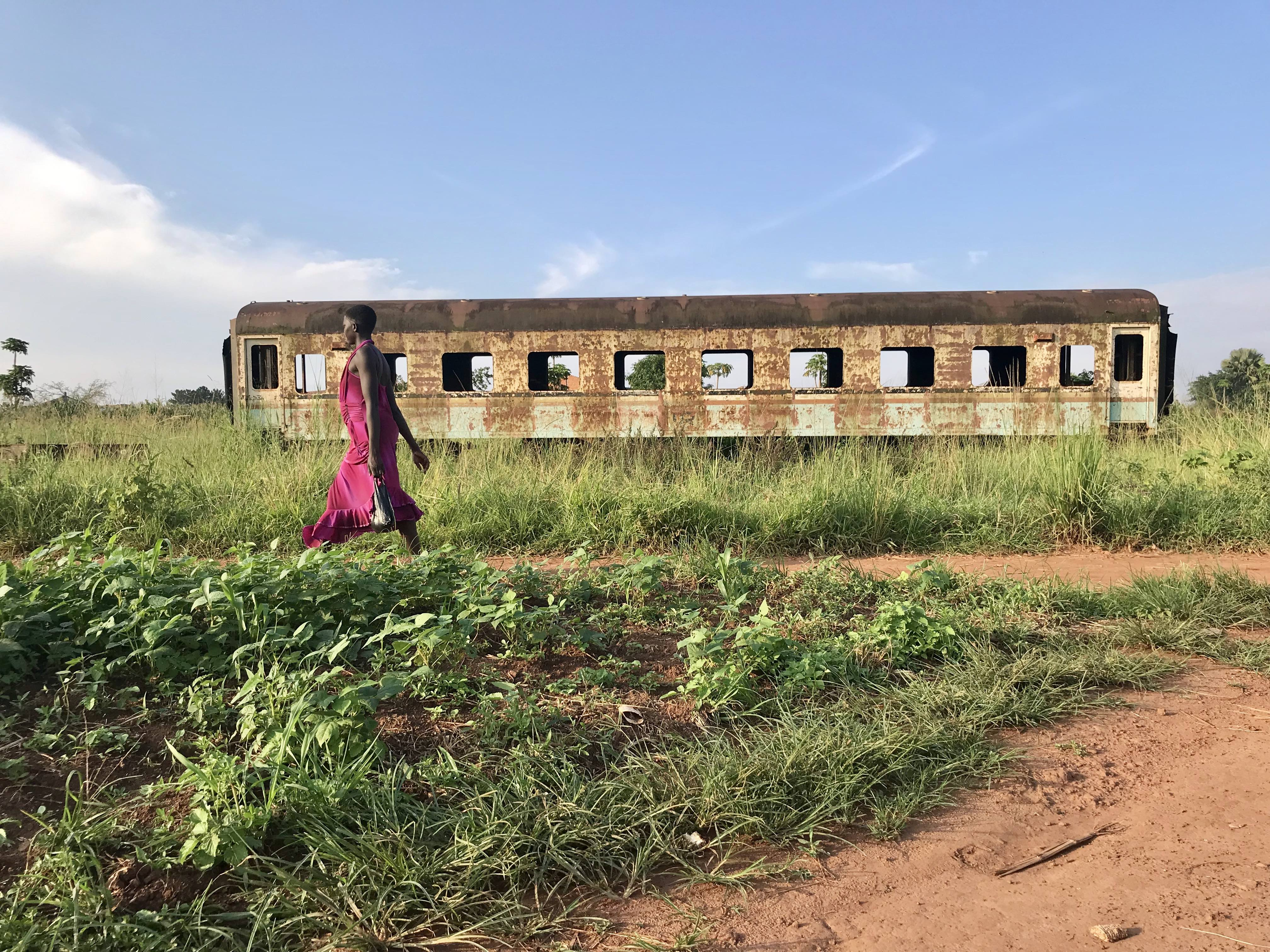
Une femme marchant le long d'une voie ferrée désaffectée (2019).
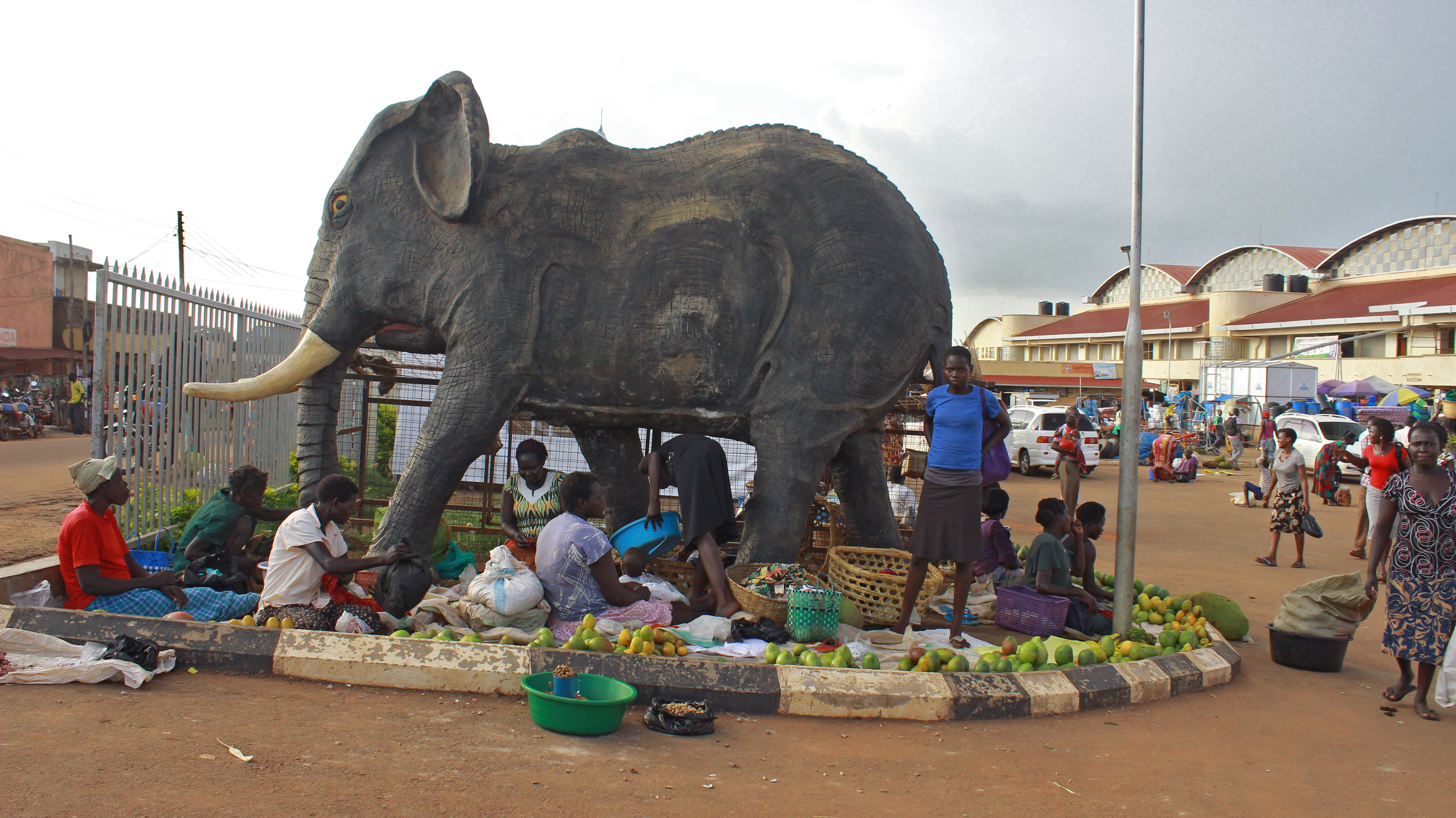
Statue d'éléphant à l'entrée d'un marché.

## Personnalités
- Catherine Kyobutungi, épidémiologiste ougandaise, est née à Gulu en 1972.
- Dominic Ongwen, rebelle ougandais, est né a Gulu en 1975.
- Okot p'Bitek, poète ougandais, est né à Gulu en 1931.